# Batalla de Sezawa
La batalla de Sezawa, ocurrida el 9 de marzo de 1542, fur una de las muchas batallas libradas por Takeda Shingen en su intento de tomar el control de la provincia de Shinano durante el período Sengoku de Japón.
Él se opuso a las fuerzas combinadas de Ogasawara Nagatoki, Suwa Yorishige, Murakami Yoshikiyo, Kiso Yoshiyasu y Tozawa Yorichika. Entre todos lograron reunir una fuerza de 12.000 guerreros en la provincia de Shinano, pero Shingen los derrotó, con sólo 3.000 hombres. Las Fuerzas combinadas de Ogasawara, Suwa, Murakami Kiso y Tozawa sufrieron unas 3.000 bajas, mientras que las fuerzas de Shingen sufrieron solo unas 500.